# پلازا مایور، مادرید
پِلازا مایور (به اسپانیایی: plaza Mayor ) یا میدان اصلی، یک فضای عمومی بزرگ در قلب مادرید، پایتخت اسپانیا است. زمانی مرکز مادرید کهن بود. اولین بار در زمان سلطنت فیلیپ سوم (۱۵۸۰–۱۶۱۹) ساخته شد. تنها چند بلوک دورتر، میدان معروف دیگری به نام پوئِرتا دِل سُل (Puerta del Sol) قرار دارد.

## تاریخ و معماری

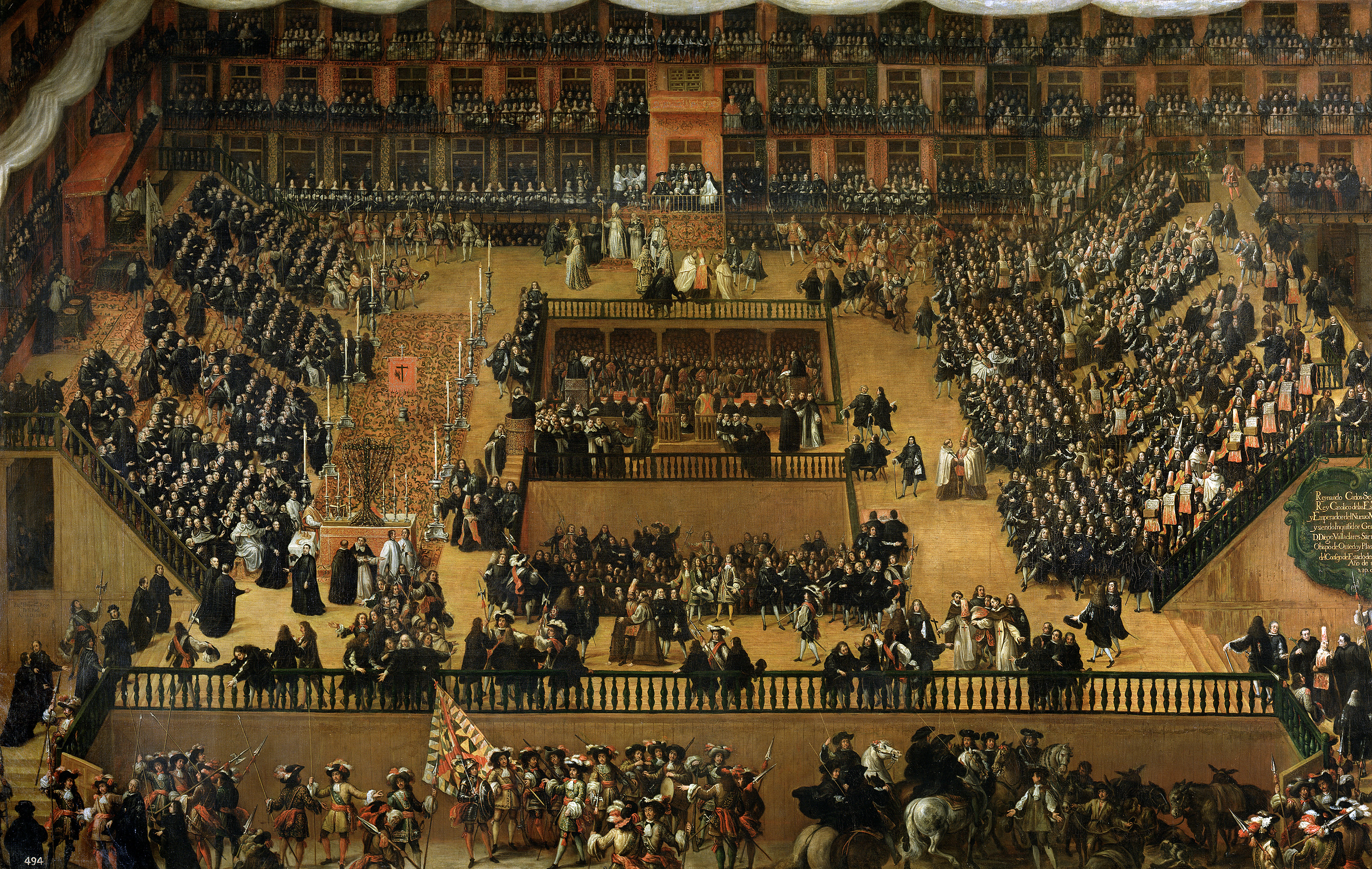
اوتو دافه در پلازا مایور مادرید
نقاشی رنگ روغن سال ۱۶۸۳ اثر فرانسیسکو ریزی (موزه دل پرادو).

قدمت پلازا مایور به قرن پانزدهم بازمی‌گردد، جایی که در ابتدا «پلازا دل آرابال» "Plaza del Arrabal"نام داشت و به عنوان بازار اصلی شهر استفاده می‌شد. در سال ۱۵۶۱، میدان به شهر مادرید منتقل شد. پادشاه فیلیپ دوم، معمار کلاسیک خوان د هررا را مأمور بازسازی این منطقه کرد. ساخت و ساز تا زمان سلطنت فیلیپ سوم در سال ۱۶۱۷ آغاز نشد. خوان گومز د مورا به بازسازی معماری ادامه داد و دو سال بعد در سال ۱۶۱۹ به پایان رسید. پلازا مایور در تاریخ خود دچار ۳ آتش‌سوزی بزرگ شده‌است. اولین مورد در سال ۱۶۳۱ بود. پس از این آتش‌سوزی ، خوان گومز د مورا بازسازی میدان را بر عهده گرفت. دومین آتش‌سوزی در سال ۱۶۷۰ اتفاق افتاد و معمار توماس رومان مسئول بازسازی بود. آخرین آتش‌سوزی یک سوم میدان را گرفت و در سال ۱۷۹۰ رخ داد. امروزه معماری پلازا مایور به خوان د ویانوئبا نسبت داده می‌شود. او پس از آتش‌سوزی عظیم در سال ۱۷۹۰ بازسازی را انجام داد. پیش از این، ساختمان‌هایی که میدان را محصور می‌کردند، پنج طبقه بودند. ویانوئبا ساختمان‌های اطراف میدان را به سه طبقه کاهش داد، گوشه‌ها را بست و ورودی‌های بزرگی به میدان ایجاد کرد. ساخت و ساز پس از مرگ خوان د ویانوئبا توسط آنتونیو لوپز آگوادو و کوستودیو مورنو و در سال ۱۸۵۴ به پایان رسید
امروزه پلازا مایور مستطیل شکل است. ابعاد آن ۱۲۹ در ۹۴ متر، با ۲۳۷ بالکن در ساختمان‌های مسکونی سه طبقه که رو به داخل به سمت پلازا هستند. برای ورود یا خروج از پلازا مایور، ده ورودی وجود دارد، که نه عدد از آن‌ها داری دروازه هستند.

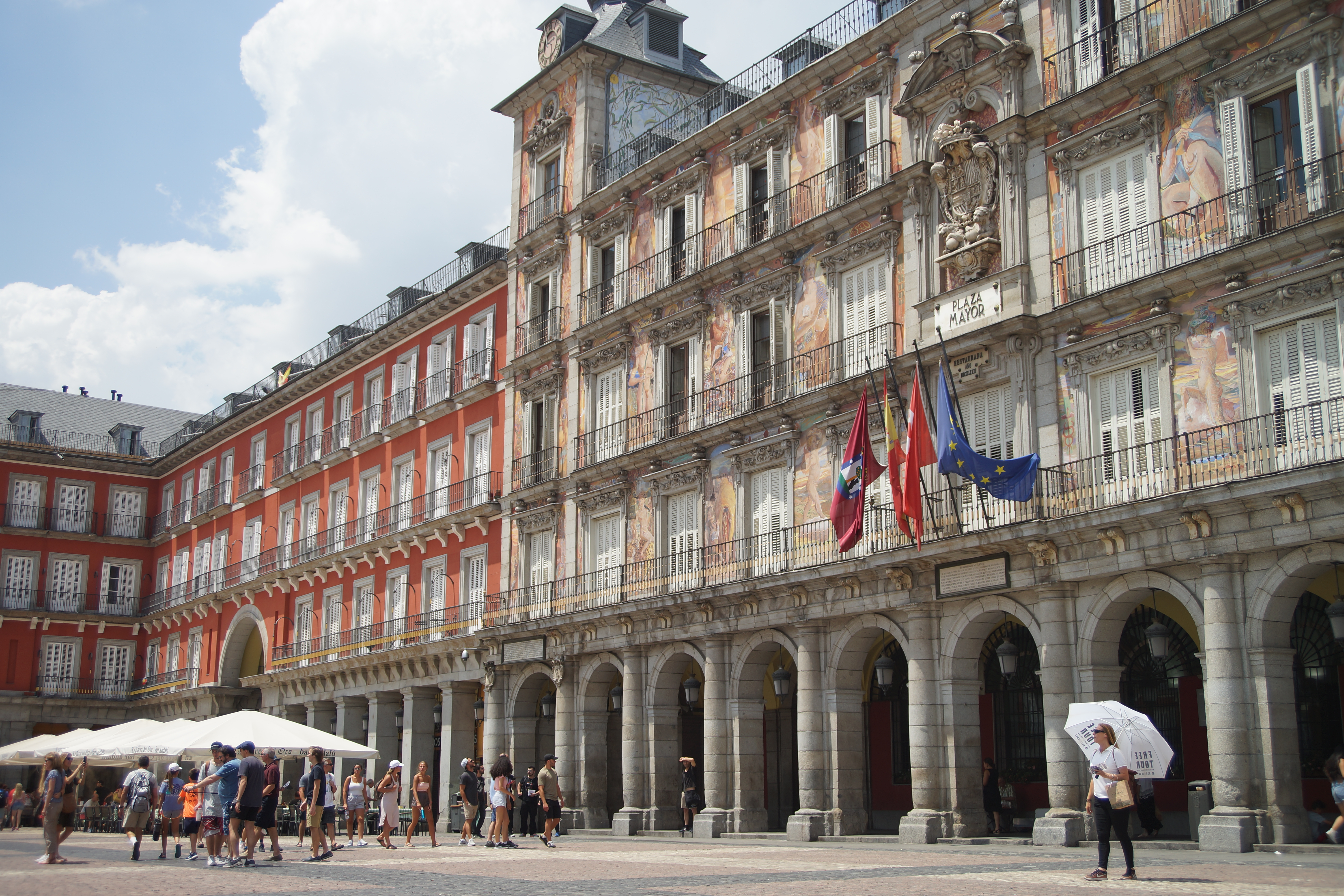
نمایی از میدان پلازا مایور و ساختمان فرهنگ و شهرداری در سمت راست به نام «Casa de la Panadería»

## نام

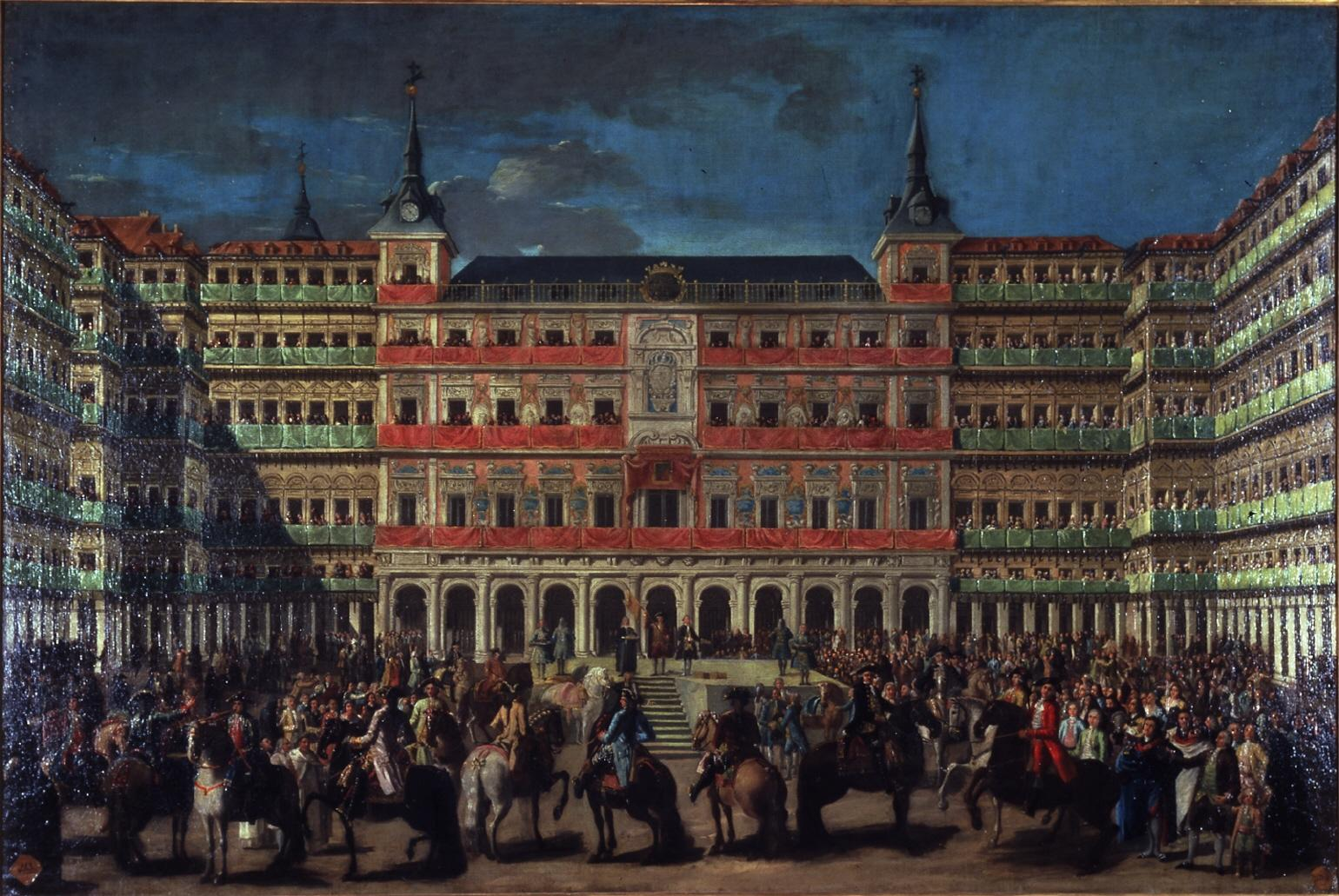
تزئین پلازا مایور به مناسبت ورود چارلز سوم به مادرید. نقاشی رنگ روغن لورنزو کویروس (۱۷۶۰). آکادمی سلطنتی هنرهای زیبا سن فرناندو.

نام میدان در طول زمان تغییر کرده‌است. این شهر با نام‌های «Plaza del Arrabal", "Plaza de la Constitución", "Plaza Real", "Plaza de la República» و اکنون «پلازا مایور» شناخته می‌شود. این نام‌ها منعکس کننده وقایع، تاریخ و سلطنت در تاریخ اسپانیا هستند.

## مجسمه
مجسمه برنزی پادشاه فیلیپ سوم در مرکز میدان وجود دارد که در سال ۱۶۱۶ توسط ژان بولونی و پیترو تاکا ساخته شده‌است. مجسمه سوارکاری فیلیپ سوم در جیامبولونیا مربوط به سال ۱۶۱۶ است، اما تا سال ۱۸۴۸ در مرکز میدان قرار نداشت. این مجسمه هدیه دوکِ فلورانس در آن زمان بود. ملکه ایزابل دوم دستور داده که آن را از کازا د کامپو منتقل کند تا به مرکز و کانون دید پلازا مایور تبدیل شود.

## نگارخانه

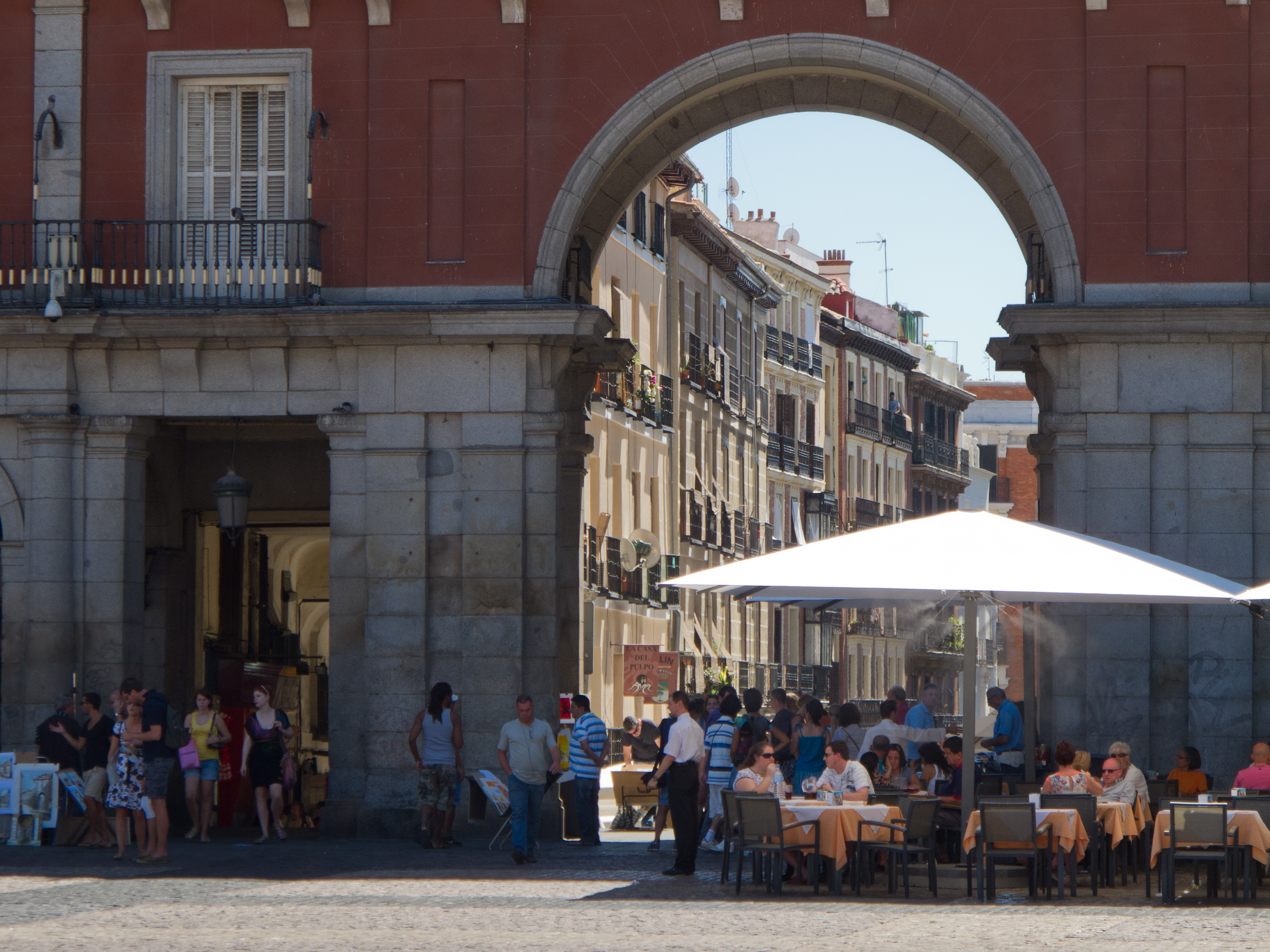
پلازا مایور و خیابان Toledo street
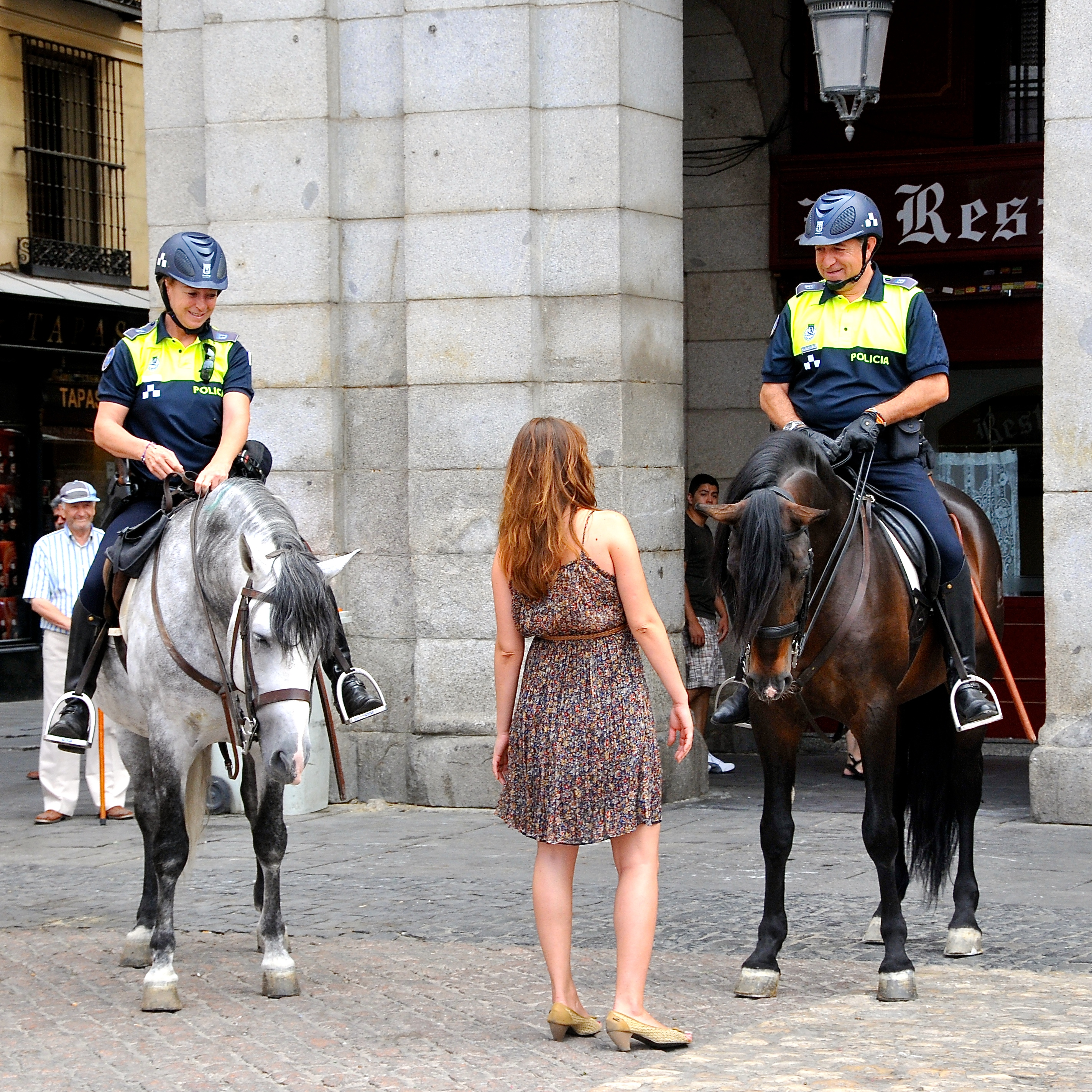
پلیس با اسب در میدان پلازا مایور
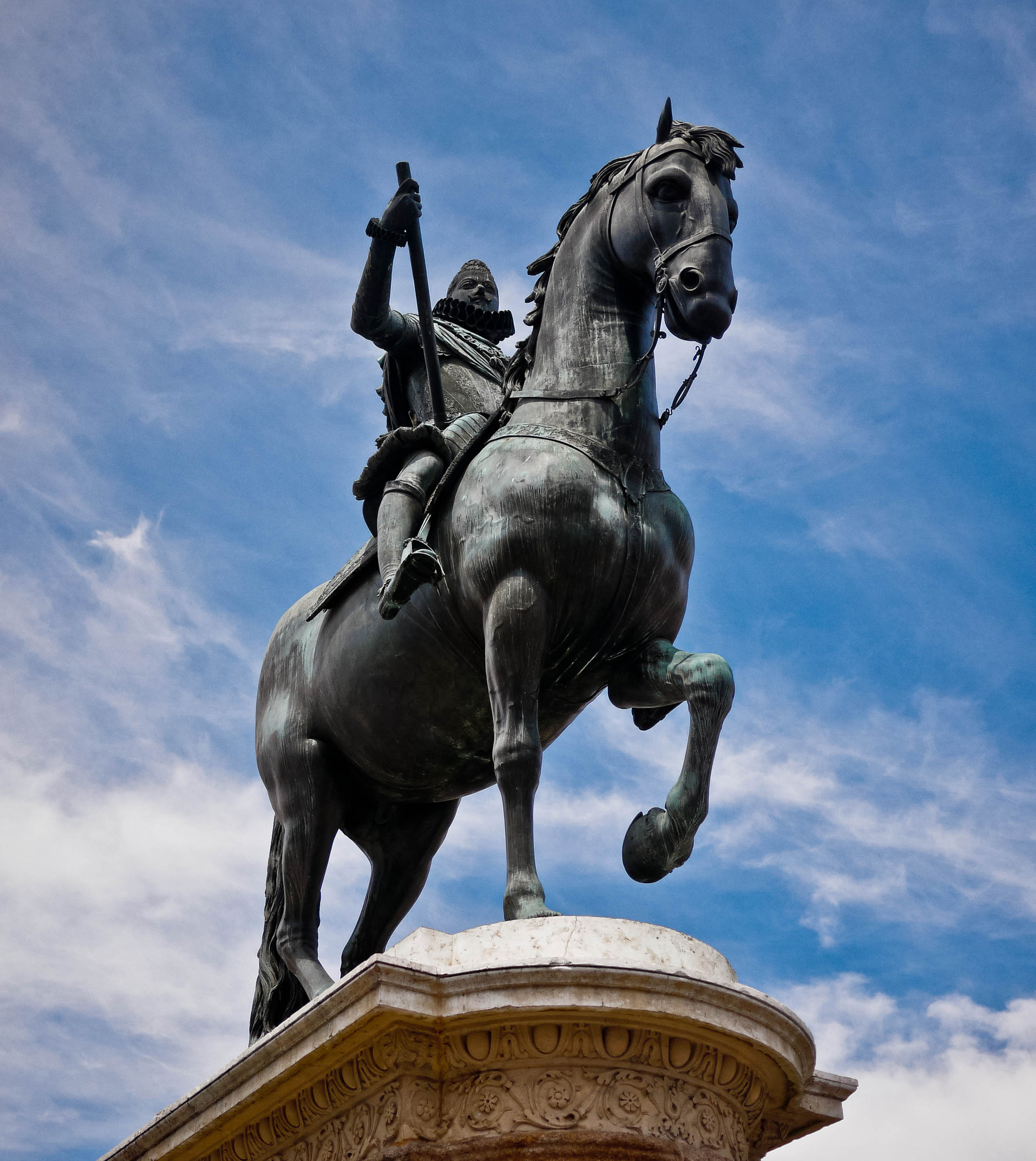
مجسمه فیلیپ سوم، پلازا مایور